# Fortress Around Your Heart
Fortress Around Your Heart — сингл британського вокаліста Стінга, який був випущений, 1 жовтня 1985, року. Один із успішних синглів виконавця тих часів.
Пісня пізніше була включена до альбому-збірки Fields of Gold: The Best of Sting 1984–1994.

## Опис
"Fortress Around Your Heart" була натхненна розлученням Стінга.  Біль, який він відчував при розпаді свого першого шлюбу, спонукав його на написання деяких своїх найбільших хітів, в тому числі "Every Breath You Take" і "King of Pain".[джерело?] Стінг написав пісню в студії в Barbados в 1985.  В пісні також лунає саксофонне соло, яке грає запрошений артист Branford Marsalis . в інтерв'ю журналу Musician пізніше того року, Стінг сказав:

У "Fortress" йдеться про заспокоєння, про спробу з'єднати прогалини між окремими особами. Центральне зображення - це мінне поле, яке ви поклали навколо цієї іншої людини, щоб спробувати захистити її. Тоді ви розумієте, що ви повинні повернутися через нього ж. Я думаю, що це один з кращих приспівів, які я коли-небудь написав. 

Під час перших виступів пісні під час концерту в Парижі, Його команда збудувала на сцені крихітну фортецю в пародію на Стоунхендж у фільмі This Is Spinal Tap.

## Випуск синглу
Пісня також була випущена як сингл, і досягла #8 і #49 у чартах синглів США і Великої Британії, відповідно. Вона також утримувала #1 протягом двох тижнів у чарті Billboard Top Rock Tracks  ставши його другим незмінним #1 хітом у цьому чарті.

## Чарти
| Year-end chart (1985)          | Rank |
| ------------------------------ | ---- |
| US Top Pop Singles (Billboard) | 95   |